# Lars Terenius
Lars Terenius, född 1940, är en svensk forskare i molekylär medicin. Han disputerade 1968 vid Uppsala universitet och är professor i experimentell beroendeforskning vid Karolinska sjukhuset.

## Utmärkelser och ledamotskap
- H. M. Konungens medalj i guld av 8:e storleken i Serafimerordens band (Kon:sGM8mserafb, 2022) för betydande forskningsinsatser om hjärnans signalsystem[2]
- Ledamot av Kungliga Vetenskapsakademien (LVA, 1987)